# Rijndochters

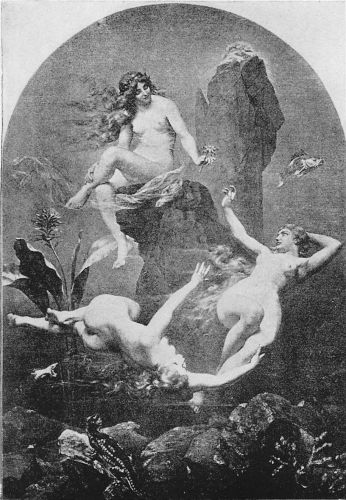
Illustratie uit 1905 van de Rijndochters, uit Wagners opera Das Rheingold

De Rijndochters of Rijnmaagden (Rheintöchter) zijn de drie waternimfen die voorkomen in Richard Wagners operacyclus Der Ring des Nibelungen. Hun individuele namen zijn Woglinde, Wellgunde en Floßhilde, hoewel ze over het algemeen als een enkele entiteit worden aanzien en dienovereenkomstig samenwerken. Van de 34 karakters in de Ring-cyclus zijn zij de enigen die hun oorsprong niet hebben in de Oudnoordse werk Edda. Wagner creëerde zijn Rijndochters op basis van andere legendes en mythen, met name het Nibelungenlied dat verhalen bevat over watergeesten (nikkers) of zeemeerminnen van de Donau. 

## De Rijndochters inDer Ring des Nibelungen
De belangrijkste concepten die verband houden met de Rijndochters in de Ring-opera's - hun gebrekkige voogdij over het Rijngoud en de voorwaarde (het afstand doen van liefde) waardoor het goud van hen kon worden gestolen en vervolgens kon worden omgezet in een middel om wereldmacht te verkrijgen, zijn geheel Wagners eigen bedenksel.
De Rijndochters zijn de eerste en de laatste personages die te zien zijn in de cyclus van vier opera's, zowel in de openingsscène van Das Rheingold als in het laatste climaxspektakel van Götterdämmerung, wanneer ze opstaan uit het Rijnwater om de ring uit Brünnhildes as terug te winnen. Ze worden beschreven als moreel onschuldig, maar ze vertonen een reeks emoties, waaronder enkele die verre van argeloos zijn. Verleidelijk en ongrijpbaar, hebben ze geen relatie met een van de andere personages, en er wordt geen indicatie gegeven over hoe ze zijn ontstaan, afgezien van incidentele verwijzingen naar een niet-gespecificeerde "vader". 